# Кошаркашка репрезентација Гибралтара
Кошаркашка репрезентација Гибралтара представља Гибралтар на међународним кошаркашким такмичењима. Савез се прикључио ФИБИ 1985. године. Кошаркашка репрезентација Гибралтара се такмили на Европским првенствима малих земаља у кошарци (Евробаскет Ц дивизије).

## Учешће на међународним такмичењима

### Олимпијске игре
Није учествовала

### Светска првенства
Није учествовала

### Европска првенства
Није учествовала

### Европска првенства Ц дивизије
| Европска првенства Ц дивизије | Европска првенства Ц дивизије | Европска првенства Ц дивизије | Европска првенства Ц дивизије | Европска првенства Ц дивизије |
| Година                        | Место                         | ОД                            | П                             | И                             |
| ----------------------------- | ----------------------------- | ----------------------------- | ----------------------------- | ----------------------------- |
| 1988                          | 7. место                      | 5                             | 1                             | 4                             |
| 1990                          | 5. место                      | 5                             | 2                             | 3                             |
| 1992                          | 7. место                      | 5                             | 1                             | 4                             |
| 1994                          | 7. место                      | 5                             | 2                             | 3                             |
| 1996                          | 8. место                      | 5                             | 1                             | 4                             |
| 1998                          | 4. место                      | 4                             | 1                             | 3                             |
| 2000                          | 6. место                      | 5                             | 0                             | 5                             |
| 2002                          | 8. место                      | 5                             | 0                             | 5                             |
| 2004                          | 7. место                      | 4                             | 1                             | 3                             |
| 2006                          | 7. место                      | 5                             | 1                             | 4                             |
| 2008                          | 6. место                      | 5                             | 1                             | 4                             |
| 2010                          | 7. место                      | 5                             | 2                             | 3                             |
| 2012                          | 7. место                      | 4                             | 0                             | 4                             |
| 2014                          | 6. место                      | 4                             | 0                             | 4                             |
| Укупно                        | Укупно                        | 66                            | 13                            | 53                            |